# Sannidals kommun
Sannidals kommun (norska: Sannidal kommune) var en kommun i Telemark fylke i södra Norge. Tätorten Kil utgjorde kommunens centralort.

## Administrativ historik
Sannidals kommun upprättades den 1 januari 1838 (som Sannikedal formannskapsdistrikt) när Formannskapslovene från 1837 trädde i kraft. Kommunen omfattade då en stor del av nuvarande Kragerø kommun (landsbygden kring staden Kragerø).
Den 1 januari 1861 överfördes ett bebott område (med 857 invånare) från Sannidals kommun (Sandøkedals kommun) till den angränsande stadskommunen Kragerø.
Den 1 januari 1882 bröts Skåtøy kommun ut ur kommunen som då minskade från 6 093 invånare före delningen till 2 186 invånare efter. Den återstående delen omfattade den västra delen av nuvarande Kragerø kommun.
Den 1 januari 1960 gick Sannidals kommun, tillsammans med Skåtøy kommun, upp i Kragerø kommun. Kommunens hade då 2 604 invånare.